# Fritillaria lusitanica
Fritillaria lusitanica es una planta herbácea perenne y bulbosa de la familia de las liliáceas. Es nativa de la península ibérica, donde crece de forma silvestre en zonas altas, mostrando una gran variedad de fenotipos. Produce una atractiva flor de color intenso.

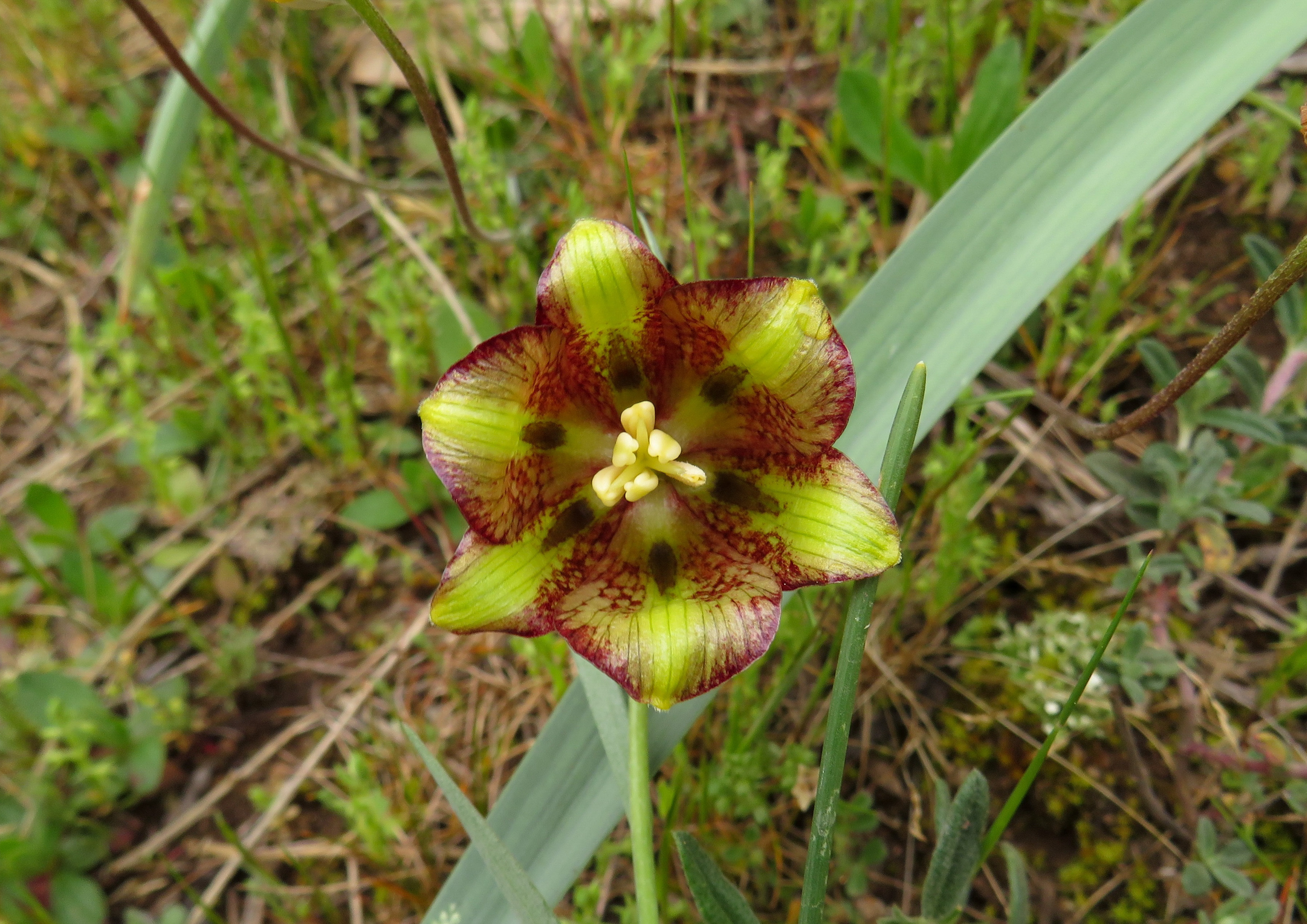
Vista interior de la flor, donde se contemplan el androceo y gineceo conjuntamente (flor hermafrodita).

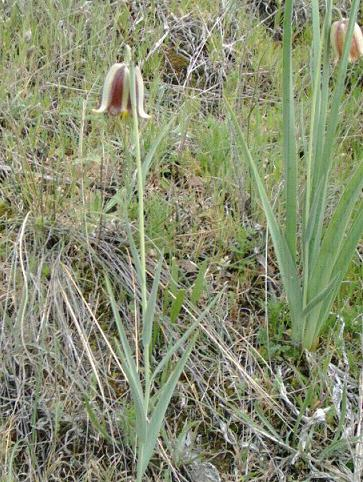
Vista general de la flor.

## Características
F. lusitanica es una hierba vivaz de hasta 50 cm de altura. Presenta hojas alternas, graminoides, lineares a lanceoladas. El tallo floral, delgado y glabro, brota a comienzos de primavera de un bulbo globoso, y hacia finales de abril presenta flores hermafroditas que permanecen hasta alrededor de julio. Estas se muestran solitarias, terminales, acampanadas, normalmente colgantes, con tépalos muy vistosos de colores que van del caoba y el violeta oscuro al verde claro y el amarillo, muchas veces con franjas alternas de color. 
Crece en sitios rocosos y secos, aliada con el boj o en claros de pinares o carrascales, a pleno sol, entre los 500 y los 2000 m s. n. m.

## Taxonomía
Fritillaria lusitanica fue descrita por Johan Emanuel Wikström y publicado en Kongliga. Vetenskaps Academiens Handlingar 352. 1821.
Etimología
Fritillaria: nombre genérico que deriva del término latino para un cubilete (fritillus),   y, probablemente, se refiere al patrón a cuadros de las flores de muchas especies.
lusitanica: epíteto geográfico que alude a su localización en Lusitania.
Sinonimia
- Fritillaria boissieri Costa.
- Fritillaria caussolensis Goaty & Pons ex Ardoino.
- Fritillaria hispanica Boiss. & Reut.
- Fritillaria maria Sennen.
- Fritillaria stenophylla Boiss. & Reut.[4]
- Fritillaria falcata Caball.
- Fritillaria messanensis Boiss.[5]

## Nombres comunes
- Castellano: campanicas, meleagria, meleagria de Sierra Nevada, meleagria encarnada, meleagria española, meleagride, tablero de damas.[4]